# Le Mars
Pour les articles homonymes, voir Mars.
La ville de Le Mars (/ləˈmɑɹz/) est le siège du comté de Plymouth, dans l’État de l’Iowa, aux États-Unis. Sa population s’élevait à 10 571 habitants lors du recensement de 2020. Le Mars est le siège de Wells Enterprises, Inc., un des plus grands producteurs mondiaux de crème glacée en un seul endroit, et revendique donc le titre de "Capitale Mondiale de la Crème Glacée". 

## Toponymie
Le Mars a été cadastrée en 1869 mais aucun lot n'a été vendu avant l'arrivée de la Chicago and North Western Transportation Company en 1879. Selon la ville, l'investisseur de CNW, John I. Blair et un groupe de femmes sont arrivés dans la ville, qui s'appelait alors Saint Paul Junction. Blair a demandé aux femmes de nommer la ville, et elles ont soumis un acronyme basé sur les initiales de leurs prénoms : Lucy Underhill, Elizabeth Parson, Mary Weare, Anna Blair, Rebecca Smith et Sarah Reynolds.

## Démographie
| Groupe            | Le Mars | Iowa | États-Unis |
| ----------------- | ------- | ---- | ---------- |
| Blancs            | 94,2    | 91,3 | 72,4       |
| Autres            | 2,9     | 1,9  | 6,4        |
| Métis             | 1,3     | 1,8  | 2,9        |
| Asiatiques        | 0,7     | 1,7  | 4,8        |
| Afro-Américains   | 0,5     | 2,9  | 12,6       |
| Amérindiens       | 0,3     | 0,4  | 0,9        |
| Total             | 100     | 100  | 100        |
|                   |         |      |            |
| Latino-Américains | 5,4     | 5,0  | 16,7       |

Selon l'American Community Survey, pour la période 2011-2015, 94,08 % de la population âgée de plus de 5 ans déclare parler anglais à la maison, alors que 5,03 % déclare parler l'espagnol et 0,89 % une autre langue.